# Thyene australis
Thyene australis es una especie de araña saltarina del género Thyene, familia Salticidae. Fue descrita científicamente por George Williams Peckham y su esposa E. G. Peckham en 1903.
Habita en Congo y África del Sur.